# فرودگاه سولدوتنا
فرودگاه سولدوتنا (به انگلیسی: Soldotna Airport) یک فرودگاه همگانی بهره‌برداری هوایی با کد یاتا SXQ است که یک باند فرود آسفالت دارد و طول باند آن ۱۵۲۴ متر است. این فرودگاه در کشور ایالات متحده آمریکا قرار دارد و در ارتفاع ۳۴ متری از سطح دریا واقع شده است.